# Pseudolepralia ellisinae
Pseudolepralia ellisinae är en mossdjursart som beskrevs av Silén 1941. Pseudolepralia ellisinae ingår i släktet Pseudolepralia och familjen Pseudolepraliidae. Inga underarter finns listade i Catalogue of Life.